# 青井実
青井 実（あおい みのる、1981年1月2日 - ）は、日本のフリーアナウンサーで、元NHKのアナウンサー。

## 来歴
東京都出身。松濤幼稚園、慶應義塾幼稚舎、慶應義塾普通部、慶應義塾高等学校、慶應義塾大学経済学部、それぞれを卒業した。
学生時代は草野球に励む。大学2年時の2000年夏に開催されたシドニーオリンピック・シドニーパラリンピックの期間中、NHKの五輪プロジェクトルームでアルバイトをしていた。
2003年にNHKへ入局して初任地はNHK大阪放送局へ配属される。
2024年1月16日に、NHKを退職してフリーアナウンサーとなり同年4月からフジテレビ系の報道番組「Live News イット!」（月 - 金、午後3時45分）でキャスターを担当する予定であることが報じられた。
同年2月27日に、同年4月1日から「Live News イット!」のメインキャスターに就任することがフジテレビから正式に発表された。同年3月4日にフジテレビで開催した4月期改編説明会（役員向け）を通じて青井が「初めてフジテレビで仕事をさせていただくことになりました。どこにいても、ニュースを伝えることには変わりません」とコメントを寄せた。
2024年2月中旬にNHKを退職。現在はフリーアナウンサーとして、主にフジテレビで仕事をしている。
2025年4月に、フジテレビが青井のパワハラを発表して報ずる番組で、事案について謝罪した。

## 特技、趣味など
- 趣味と特技は草野球、草サッカー、草ゴルフ、美容（主に基礎化粧）[13]。
- 好きな食べ物は焼き肉とラーメン[13]。

## 家族、親族 等
- 配偶者はテレビ東京アナウンサーの相内優香[1]。
- 父方祖父の青井忠治は丸井を創業し、父の忠四郎は忠治が創業した不動産仲介会社の株式会社アトムを経営し、現会長、兄の青井茂はアトムの副社長を経て2019年より社長[14][15][16]、山岸舞彩は兄の配偶者[17]である。

## その他
- 2023年12月、上司の許可を得ずに親族企業から役員報酬を得ていたとして、兼職を禁止する服務準則に基づいて厳重注意を受けた[18][19]。

## 出演
太字は現在出演中。

### フリーアナウンサー転身後
- Live News イット!（フジテレビ、メインキャスター、2024年4月1日 - ）[20]
- ネプリーグ（フジテレビ）
  - 2024年8月19日 最強NHK軍団

### 日本放送協会時代

#### 大阪放送局（1度目）（2003年度 - 2006年度）
- かんさいニュース1番（スポーツキャスター、17時台メインキャスター、2004年3月 - 2006年3月）
- もっともっと関西（サブキャスター、2006年4月 - 2007年3月）
- 関西のニュース・中継・リポート
- 関西845 （不定期）
- スポーツ番組

#### 東京アナウンス室（1度目）（2007年度 - 2015年7月）
- 英語でしゃべらナイト（2007年4月 - 2009年3月）
- 土曜スタジオパーク（司会、2007年4月 - 2010年3月）
- 歌謡チャリティーコンサート（司会、2008年4月29日、2015年5月5日）
- 渋マガZ（司会、2009年4月 - 2012年3月）
- 英語でしゃべらナイト リターンズ 二夜連続スペシャル!（2009年12月17日 - 18日）
- あさイチ（旅人、2010年4月1日）
- MUSIC JAPAN（ナビゲーター、2010年4月 - 2013年3月）
- 金曜バラエティー（司会、2010年4月 - 2012年3月）
- みんなでニホンGO!（2010年7月15日）
- 歌うコンシェルジュ（2010年10月6日）
- わが心の大阪メロディー（上沼恵美子と共に司会、2010年11月2日、2011年11月1日、2012年10月30日、2013年10月29日）
- セカイでニホンGO!（司会、2011年7月 - 10月）担当予定の松本和也が降板して司会を代替した。
- わんにゃん茶館
- 女神ビジュアル（マスター、2012年10月 - 2013年3月）
- 女神ビジュアル「下腹美人になりたい」（進行、BSプレミアム、2012年3月21日）
- BS日本のうた（司会、2012年4月8日 - 2014年3月）
- 第63回NHK紅白歌合戦（ラジオ中継、2012年12月31日）
- 伝えてピカッチ（司会、2013年4月 - 2015年3月）
- 連続クイズ ホールドオン!（2013年12月、第311回 - 第315回は代理司会を担当）
- 世界で一番美しい瞬間「美しき広場が愛の花で彩られるとき ブリュッセル」（2014年10月9日）
- 今夜よみがえる!夢の紅白 名歌手たち 名勝負・名対決（司会、2013年12月28日、2014年12月28日）
- 第65回NHK紅白歌合戦（ラジオ中継、2014年12月31日）
- 錦織圭成長の軌跡（ナレーション、2015年1月17日）
- 新世代が解く!ニッポンのジレンマ（司会、2012年8月 - 2015年3月）
- 爆笑ファクトリーハウス 笑けずり - 司会進行（2015年8月 - 9月）

#### 大阪放送局（2度目）（2015年8月 - 2016年度）
- 2015年9月の平成27年9月関東・東北豪雨で水戸放送局へ応援派遣され、災害情報を中心にローカルニュースを担当した。
- わが心の大阪メロディー（2015年12月15日 あべのハルカス中継、2016年12月13日 副音声企画「ウラトーク」進行）
- 夢の紅白2015（司会、2015年12月29日）
- ニュースほっと関西（メインキャスター：2016年4月4日 - 2017年3月31日）
  - 関西845（不定期）
  - 関西のニュース（平日正午、午後3時5分等）
- ニュース・気象情報（全国の定時ニュース）（不定期：午後2時）（大阪放送局放送時）
- 鉄オタ選手権 - ナレーション（2016年9月22日・南海電鉄の陣）

#### 東京アナウンス室（2度目）（2017年度 - 2023年度）
- ニュースチェック11（メインキャスター：2017年4月3日 - 2019年3月29日）
- 2018年新春!ニッポン”にぎわい”リレー!（司会：2018年1月1日）
- 鉄オタ選手権 - ナレーション
  - 東武鉄道の陣 （2018年2月21日）
  - 小田急電鉄の陣（2018年6月23日）
  - 京成電鉄の陣（2018年11月17日）
  - 東急電鉄の陣（2020年3月18日）
  - 京急電鉄の陣（2023年3月17日）
- 就活応援TV～学生と企業のホントの本音～（2018年3月4日）
- NHK学生ロボコン2018（2018年7月16日）
- テレビ放送開始65周年 NHK×日テレ コラボデー（2018年9月22日）
- 2019年新春!発見ニッポンにぎわいリレー!（2019年1月1日、三宅裕司、ベッキーとともに司会）
- 就活応援TV 2019「学生と企業のホントの本音」（2019年3月2日）
- わが心の大阪メロディー（上沼恵美子・男性芸能人とともに司会、2019年10月29日、2020年10月27日）
- あさイチ （リポーター）（2020年2月5日）
- RAGAZZE!～少女たちよ!AKB48、モー娘。ももクロ大集合!（2020年3月28日）
- ラジオ深夜便（2020年4月20日・ラジオ文芸館）
- 土曜スタジオパーク お引っ越しだよ!土スタSP（2020年6月27日）
- 鉄オタ選手権もう一度見たい超激レア映像SP（ナレーション 2020年7月31日）
- 夏休み!ラジオ保健室～10代の性 悩み相談〜（ラジオ第1）アンカー（2020年8月18日、8月21日）
- もうすぐ紅白はじまるよ!〜2020紅白公式ガイド〜（司会：2020年12月31日）
- NHKニュース7（キャスター）（土曜・日曜・祝日：2019年4月6日 - 2022年4月3日）
- ニュース・気象情報（キャスター）（午後8時45分・日曜：2019年4月7日 - 2022年4月3日）[21]
- 歴史探偵（探偵（リポーター））（2021年4月14日 - 2022年3月16日）
- ダークサイドミステリー（司会）
- サタデーウオッチ9（赤木野々花の代理キャスター）（2022年10月29日）
- ニュースウオッチ9（メインキャスター）（2022年4月4日 - 2024年1月17日）